# بیرکا کروزس
بیرکا کروزس (انگلیسی: Birka Cruises) شرکت گردشگری فنلاندی است، که در سال ۱۹۷۱ تأسیس شد.